# Badger (nghề nghiệp)
Badger, trong tiếng Anh là một thuật ngữ có nguồn gốc không chắc chắn (có thể có nguồn gốc từ Bagger, một túi hoặc một người mang túi) cho một đại lý trong thực phẩm hoặc lương thực mà ông đã mua ở một nơi và bán ở nơi khác. Từ điển tiếng Anh Oxford đưa ra mục nhập sớm nhất là từ Bristol vào năm 1500, nhưng đã có cổng bager (s) tại York vào năm 1243 và ở Lincoln vào năm 1252. Nó tiếp tục được sử dụng cho đến thế kỷ 19 tại Vương quốc Anh.
Badger được áp dụng đặc biệt cho những người kinh doanh ngũ cốc làm thực phẩm, nhưng cũng được áp dụng rộng rãi cho các đại lý hàng hóa thực phẩm. Chúng bao gồm những người kinh doanh ngũ cốc để sản xuất bia (maltsters) hoặc bữa ăn để làm bánh mì, (người ăn) trong khi những người khác chuyên về bơ và pho mát. Các loại ngũ cốc, đậu, đậu Hà Lan hoặc thậm chí đậu tằm đã được giao dịch trong nhiều năm khi giá lúa mì và lúa mạch cao. Pháp luật cũng được gọi kidders, drovers của gia súc, laders và các hãng.
Các đạo luật chính là 4 & 5 Edward VI, c.14, 'Đạo luật chống lại người điều tiết, người đi rừng và người vượt biên' 1552 và 5 Elizabeth I, c 12, 'Một đạo luật chạm vào Badgers of Corn và Người thả gia súc được cấp phép' 1563. Những hình phạt được quy định đối với hành vi phạm tội của mất thì giờ (đầu cơ tích trữ), đón đầu, (mua sản phẩm trước khi nó được chào bán trên thị trường), và mua chặn (mua và bán lại trong thị trường tương tự hoặc trong vòng 4 dặm). Họ yêu cầu Badger phải được cấp phép bởi ba thẩm phán hòa bình tại các phiên họp quý và yêu cầu họ phải kết hôn với gia đình, trong số 30   từ tuổi trở lên, cư trú trong quận ít nhất 3 năm. Người giúp việc gia đình hoặc người lưu giữ không thể là Badger. Ở một số quận, các thẩm phán dường như thường xuyên áp đặt các giới hạn đối với giấy phép, chỉ định thị trường nơi những kẻ lừa đảo có thể mua hoặc bán, số lượng họ có thể mua hoặc số lượng ngựa mà họ có thể sử dụng để chở hàng giữa các thị trường.
Lời mở đầu của đạo luật năm 1562 tuyên bố rằng nhiều người đã tham gia vào việc buôn bán xấu chỉ tìm cách sống dễ dàng và từ bỏ lao động chân chính. Như với phần lớn việc thực thi pháp luật theo quy định của Tudor, điều này có thể phản ánh tốt hơn những lo ngại của chính quyền trung ương so với thực tế của thương mại. Mặc dù đã có khiếu nại về việc lạm dụng hành động thực thi của kẻ xấu là khác nhau. Có rất ít hồ sơ cấp phép còn tồn tại trước Nội chiến, và nó có thể không toàn diện. Trong thời kỳ đó, hầu hết các vụ truy tố vì vi phạm các đạo luật được đưa ra bởi những người cung cấp thông tin phổ biến, có tiếng là kém. Hệ thống cấp phép được coi là một trong những quyền lực dành cho các thẩm phán hòa bình của quận, được sử dụng khi các điều kiện địa phương yêu cầu hoặc khi Hội đồng Cơ mật yêu cầu. Luật này đã bị bãi bỏ vào năm 1772, nhưng đón đầu vẫn là một vi phạm Thông luật cho đến năm 1844.
Sự đóng góp của Badger để cung cấp cho các thành phố tỉnh và thị trấn công nghiệp là khó tính toán được. Tuy nhiên, chúng phải có ý nghĩa, vì các thẩm phán địa phương phàn nàn khi các thẩm phán lân cận hoặc những người cung cấp thông tin quá nhiệt tình hạn chế các hoạt động của họ. Ngoài ra còn có hồ sơ của các cộng đồng địa phương kiến nghị các thẩm phán cho một người được chỉ định được cấp phép cụ thể để mua ngũ cốc để cung cấp cho thị trường của họ.
Thuật ngữ này đã lỗi thời.